# Jan Eysselt
Jan Eysselt (* 21. August 1945; † 16. März 2006 in Nürnberg) war ein tschechischer Eishockeyspieler und -trainer. Als Verteidiger wurde er zweimal Tschechoslowakischer Meister. Als Trainer war er viele Jahre in Deutschland, unter anderem für die Erstligisten SC Riessersee, ECD Iserlohn und Nürnberg Ice Tigers tätig.

## Karriere

### Als Spieler
Jan Eysselt vertrat das Team der Tschechoslowakei in den 1960er Jahren bei drei Ausgaben der Universiade. Dabei gewann er mit dem Team 1966 die Bronze-, 1968 die Silber- und 1970 die Goldmedaille. In der 1. Liga war er von 1967 bis 1970 beim HC Sparta Prag aktiv. Anschließend verbrachte er zwei Jahre beim Armeeklub Dukla Jihlava, mit dem er in der Saison 1970/71 und in der Spielzeit 1971/72 jeweils Tschechoslowakischer Meister wurde. Beim WHA General Player Draft im Februar 1972 wurde er in der 33. Runde von den Calgary Broncos ausgewählt. Dennoch kehrte er nach seinem Wehrdienst zu Sparta Prag zurück, für die er drei weitere Jahre aktiv war, bis er 1975 seine Karriere beendete.

### Als Trainer
Zwischen 1979 und 1981 betreute Eysselt die tschechoslowakische Juniorenauswahl als Assistenztrainer von Jozef Golonka, parallel trainierte er zwischen 1980 und 1982 den HC Sparta Prag als Assistent von Josef Horešovský.
Ab 1983 war Eysselt in Deutschland tätig. Seine erste Station war ab November 1983 der SC Riessersee aus der Bundesliga, bei dem er bis 1985 blieb. Mit dem SCR musste er in beiden Spielzeiten in die Relegation, in der jeweils der Klassenerhalt gesichert wurde. Danach verpflichtete ihn Heinz Weifenbach für den ECD Iserlohn, mit dem er die beste Platzierung der Vereinsgeschichte erreichte: Die Saison 1985/86 schloss sein Team als Vierter ab und zog ins Halbfinale ein. Nach zwei Jahren trat er 1987 aufgrund der chaotischen finanziellen Situation des ECD und mehreren Durchsuchungen durch die Finanzbehörden zurück.
Während der Saison 1987/88 übernahm Eysselt den Trainerposten des EHC 80 Nürnberg und sicherte mit dem Team den Verbleib in der 2. Bundesliga. Nach der Spielzeit musste er in die Tschechoslowakei zurückkehren. Nach Stationen bei Joensuun Kiekko-Pojat und dem Innsbrucker EV kehrte er im Jahr 1994 als erster Trainer der Ice Tigers in der Deutschen Eishockey Liga (DEL) nach Nürnberg zurück. Der Tscheche war maßgeblich daran beteiligt, dass der Klub seinen Landsmann Roman Turek als Torhüter verpflichten konnte. In der Saison 1996/97 wurde er in Nürnberg entlassen und durch Wladimir Wassiljew ersetzt.
Danach trainierte Eysselt die polnische Nationalmannschaft bei der B-Weltmeisterschaft 1998, den GKS Katowice und den ERSC Amberg. Bei der Universiade 2005 gewann er als Cheftrainer des tschechischen Teams die Silbermedaille. Im Dezember 2005 war Headcoach der polnischen U20-Eishockeynationalmannschaft bei der Junioren-Weltmeisterschaft der Division IB.
Am 16. März 2006 erlag Eysselt im Alter von 60 Jahren einem Krebsleiden. Am 23. März wurde er in Prag beigesetzt.

## Erfolge und Auszeichnungen
| - 1966 Bronzemedaille bei der Winter-Universiade - 1968 Silbermedaille bei der Winter-Universiade - 1970 Goldmedaille bei der Winter-Universiade | - 1971 Tschechoslowakischer Meister mit dem HC Dukla Jihlava - 1972 Tschechoslowakischer Meister mit dem HC Dukla Jihlava - 2005 Silbermedaille bei der Winter-Universiade (als Trainer) |

## Karrierestatistik
(Legende zur Spielerstatistik: Sp oder GP = absolvierte Spiele; T oder G = erzielte Tore; V oder A = erzielte Assists; Pkt oder Pts = erzielte Scorerpunkte; SM oder PIM = erhaltene Strafminuten; +/− = Plus/Minus-Bilanz; PP = erzielte Überzahltore; SH = erzielte Unterzahltore; GW = erzielte Siegtore; 1 Play-downs/Relegation; Kursiv: Statistik nicht vollständig)